# Sandthymian-Kleinspanner
Der Sandthymian-Kleinspanner (Scopula decorata), auch Thymian-Steppenrasenspanner, Thymian-Steppenrasen-Kleinspanner oder Thymianrasenspanner genannt, ist ein Schmetterling (Nachtfalter) aus der Familie der Spanner (Geometridae).

## Merkmale
Die Falter erreichen eine Flügelspannweite von 22 bis 27 Millimeter, folgende Generationen oft nur 17 Millimeter. Die Grundfarbe ist cremeweiß bis gelblich weiß. Die Querlinien sind braun gefärbt, die Zeichnungselemente des Saumfeldes meist grau. Innere Querlinie und Mittelbinde sind nur schwach entwickelt, oft nur durch ausgelängte Flecken oder Fleckenreihen angedeutet. Da wo diese Elemente den Vorderrand berühren, sind deutliche Costalflecke ausgebildet. Sehr deutlich ist dagegen die äußere Querlinie gezeichnet. In der vorderen und der hinteren Hälfte ist je etwa mittig ein Fleck an die äußere Querlinie angelehnt. Diese Flecken sind nur auf den Vorderflügeln vorhanden und deutlich heller gezeichnet als die äußere Querlinie selbst. Die äußere Querlinie ist gezähnelt; von ihr gehen Dreiecksflecke aus, die zum Außenrand zeigen. Die Saumlinie besteht meist aus braunen, stark gelängten Flecken. Von der Saumlinie gehen ebenfalls Dreiecksflecke aus, deren Spitzen jedoch zur Wurzel zeigen; die Dreiecksreihen von äußerer Querlinie und Saumlinie sind also gegenständig. Bei kräftiger Zeichnung lassen die Dreiecksreihen quasi nur eine helle, gezackte Linie in der Grundfarbe zwischen sich frei. Allerdings sind die von der Saumlinie ausgehenden Dreiecksreihen häufig sehr verwischt. Die Fransen sind bei manchen Exemplaren ebenfalls mit sehr kleinen, braunen oder grauen Dreiecksflecken besetzt.
Das Ei ist hellgrün. Die Außenseite weist zahlreiche Längsrippen auf, die sich mit schwächeren Querrippen kreuzen.
Die Raupe ist relativ lang und schlank. Sie ist gelblich gefärbt, am Rücken rötlich mit einer schwarzen, doppelten Rückenlinie. Die Seitenlinien sind weiß angelegt.
Die Puppe ist 7,5 bis 8,2 Millimeter lang und relativ schlank. Sie ist grünlich braun, am Hinterende rotbraun. Die Flügelscheiden sind grünlich und mäßig glänzend. Der Kremaster ist zungenförmig und dorsoventral etwas abgeplattet. Er trägt sechs Hakenborsten.

## Geographische Verbreitung und Habitat
Der Sandthymian-Kleinspanner kommt in einem großen Gebiet von Marokko und der Iberischen Halbinsel im Westen, über Nordafrika, Süd- und Mitteleuropa, Kleinasien, das Kaukasusgebiet, Südrussland, Nordiran, verschiedene zentralasiatische Gebirge, Tadschikistan, Afghanistan bis nach Westchina vor. Im Norden reicht das Verbreitungsgebiet bis ins Baltikum und Südfinnland. Entsprechend ihrem großen Verbreitungsgebiet und den zum Teil recht isolierten Verbreitungsinseln hat sich die Art bereits in etliche Unterarten aufgespalten, die jedoch durch Übergangsformen miteinander verbunden sind.
Die Art ist in ihrem gesamten Verbreitungsgebiet immer recht selten und beschränkt auf kleinere, oft isolierte Gebiete. Sie kommt nur in trockenwarmen Arealen vor, wo die Hauptnahrungspflanze der Raupen, nämlich Thymian wächst. Diese wächst nur auf extrem nährstoffarmen Böden und an Stellen, die sonst nahezu frei von Vegetation sind. Diese Bedingungen sind z. B. in Sand- und Kiesgruben erfüllt, auf Heideland mit schütterem Kiefernbewuchs, auf Sanddünen an der Küste, auf Trockenrasen, in Brachen und Felssteppen. Nördlich der Alpen ist die Art deshalb beschränkt auf die Höhenstufe bis 300 Meter. In den Südalpen und der Balkanhalbinsel steigt die Art bis auf 1600 Meter an, in der Türkei, Nordiran und in einigen zentralasiatischen Gebirgen bis 3100 Meter.

## Phänologie und Lebensweise
Die Art ist in Mitteleuropa gewöhnlich bivoltin, d. h., es werden zwei Generationen gebildet. Unter günstigen Bedingungen südlich der Alpen und in wärmeren Regionen, z. B. Nordafrika werden drei Generationen gebildet. Unter ungünstigen Bedingungen in Nordeuropa wird dagegen nur eine Generation gebildet. Die Unterart congruata z. B. in Marokko ist oberhalb 1200 Meter univoltin, um 100 Meter bivoltin und in der Ebene trivoltin. Die Falter fliegen im Norden des Verbreitungsgebietes bei nur einer gebildeten Generation von Anfang Mai bis Anfang September, in höheren Lagen auch erst von Ende Juni bis Anfang August. Bei zwei Generationen erscheinen die Falter Anfang Mai bis Anfang Juli und dann wieder von Mitte Juli bis Anfang September. In Gebieten, in denen drei Generation gebildet werden, erscheinen die Falter bereits Ende März. Die Falter können während des Tages nur selten fliegend beobachtet werden; sie ruhen in der Vegetation, können aber leicht aufgescheucht werden. Sie sind gewöhnlich dämmerungs- und nachtaktiv und kommen an künstliche Lichtquellen. Die Falter saugen Nektar aus Thymianblüten.
Der Raupen ernähren sich vermutlich monophag von Sand-Thymian (Thymus serpyllum). Möglicherweise fressen die Raupen auch noch an anderen Thymian-Arten; dies ist bisher aber nicht sicher nachgewiesen. Aus Frankreich liegen auch Nachweise an Zitronenmelisse (Melissa officinalis) und Gemeiner Wirbeldost (Clinopodium vulgare) vor. Die Zucht gelang auch schon mit Oregano (Origanum vulgare). Die Raupe überwintert.

## Systematik
Die Art wurde 1775 von Michael Denis und Johann Ignaz Schiffermüller unter dem Namen Geometra decorata erstmals wissenschaftlich beschrieben.
Derzeit wird die Art in sechs Unterarten aufgeteilt: die Nominatunterart Scopula decorata decorata Denis & Schiffermüller, 1775 (Südosteuropa, Südrussland, Norditalien, Südfrankreich), Scopula decorata violata Thunberg, 1784 (Norddeutschland, Baltikum), Scopula decorata congruata Zeller, 1847 (Iberische Halbinsel, Süditalien, Nordafrika), Scopula decorata armeniaca Thierry-Mieg, 1916 (Armenien), Scopula decorata przewalskii Viidalepp, 1975 (Mongolei) und Scopula decorata eurhythma Prout, 1935 (Westchina).
Die westliche Unterart wird von einigen Autoren als eigene Art Scopula congruata Zeller, 1847 geführt.

## Gefährdung
Der Sandthymian-Kleinspanner ist in Deutschland akut vom Aussterben bedroht. Derzeit gibt es nur noch in drei Bundesländern kleinere Vorkommen, in Baden-Württemberg, Brandenburg und Sachsen. In Brandenburg und Sachsen ist sie in die Kategorie 1 (vom Aussterben bedroht) eingestuft, in Baden-Württemberg in die Kategorie 2 (stark gefährdet). Allerdings dürfte die Art auch schon früher selten gewesen sein. Trotzdem sind z. B. in Brandenburg die Bestände nachweislich stark zurückgegangen. In den Niederlanden ist die Art seit 1942 ausgestorben.